# Le Candèle

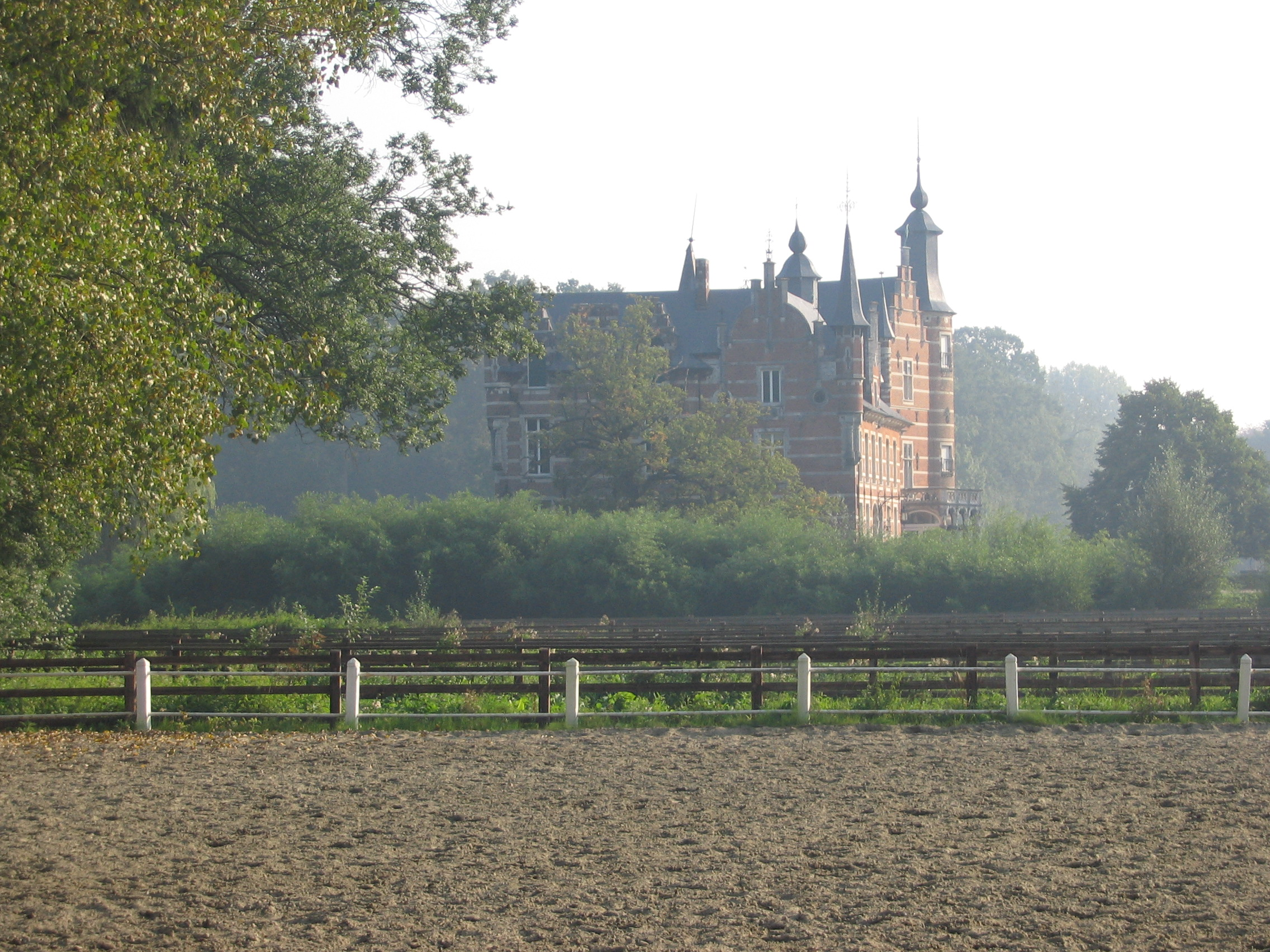
Het kasteel in Humbeek, 19de-eeuws bezit van Le Candèle

Le Candele was een oude adellijke familie uit het Antwerpse en oorspronkelijk uit Frans-Vlaanderen.

## Geschiedenis
De familie werd reeds in de 14e eeuw geattesteerd onder patricische families van Kamerijk.
- In 1555 werd door Keizer Karel V de riddertitel toegekend aan Maximiliaan de la Candèle.
- In 1743 werd door keizerin Maria-Theresia de adel bevestigd voor de kinderen van wijlen Robert le Candèle

## Genealogie
- Robert le Candèle
  - Pierre le Candèle, majoor van de stad Antwerpen, x Claire Goos
    - Charles Le Candèle (zie hierna)
    - André-Francois le Candèle (zie hierna)

## Charles Le Candèle
Charles Pierre Joseph Le Candèle (1761-1830) werd in 1816 erkend in de erfelijke adel met de titel 'baron Le Candèle de Ghyseghem' en benoeming in de Ridderschap van Oost-Vlaanderen. Hij weigerde de benoeming en werd niet in de adel opgenomen. Hij trouwde met Elisabeth de Robiano en ze hadden drie dochters.

## André-François Le Candèle
- André-François Le Candèle (Antwerpen, 13 april 1769 - Humbeek, 3 oktober 1857) werd enkele maanden voor zijn dood erkend in de Belgische erfelijke adel, met de titel baron overdraagbaar bij eerstgeboorte. Hij trouwde in Ranst in 1797 met Marie-Thérèse de Gilman (1775-1849), dochter van baron Arnold de Gilman, heer van Ranst, en van Isabelle de Baillet. Het echtpaar kreeg drie zoons die vrijgezel bleven, en een dochter.
  - Louis le Candèle (1808-1880), jongste zoon, werd burgemeester van Humbeek. Met hem doofde de familie le Candèle uit.

Het kasteel van Humbeek was de zetel van de familie. André Le Candèle kocht het aan, met 70 ha, bij de openbare verkoop in 1804. In 1880, na de dood van Louis, ging het over naar de afstammelingen van zijn zus Isabelle (1803-1865) die getrouwd was met Edouard Lunden (1808-1856). De kleinzoon Leopold Lunden werd burgemeester van Humbeek.